# Karl Epting
 (février 2024).
Si vous disposez d'ouvrages ou d'articles de référence ou si vous connaissez des sites web de qualité traitant du thème abordé ici, merci de compléter l'article en donnant les références utiles à sa vérifiabilité et en les liant à la section « Notes et références ».
Karl Epting, né le 17 mai 1905 à Konongo-Odumase en Côte-de-l'Or britannique (aujourd'hui situé au Ghana) et mort le 17 février 1979 à Hänner en Allemagne de l'Ouest, est un diplomate et romaniste allemand. Il fut l’un des représentants les plus influents de la culture allemande dans le Paris des années 1930 et 40, ainsi qu'un fidèle collaborateur de l'ambassadeur d'Allemagne à Paris, Otto Abetz.

## Biographie
Il travailla à Paris de fin 1933 à 1939 en tant que directeur du bureau parisien de l'« Office allemand d'échanges universitaires » puis, de 1940 à 1944, en tant que directeur de l'Institut allemand à Paris.